# Премія YUNA (2-га церемонія вручення)
«YUNA» — щорічна українська  національна професійна музична премія. Друга церемонія вручення, яка відбулася 15 березня 2013, вшановувала найкращих в українській музиці за 2012 рік.
11 грудня 2012 року в ресторані-клубі «Толстой» у Києві були оголошені номінанти «YUNA-2013».
Друга церемонія «YUNA» відбулась 15 березня 2013 року в НПМ «Україна» у Києві. Телевізійну версію церемонії 17 березня о 22:30 показав телеканал «Інтер». Ведучим її був Потап. Режисером-постановником шоу був Павло Шилько, хореографом-постановником — Олександр Лещенко.
Цього разу вперше вручалися нагороди у номінаціях Найкращий дует та Відкриття року. Переможців визначало 83 члени журі.

## Перебіг церемонії
Глядачі побачили унікальне шоу, яке складалось з 11 живих номерів:
- Іван Дорн — Северное сияние / Стыцамен
- LOBODA — Под лед
- Анастасія Петрик — Небо / Злата Оґнєвіч — Gravity
- Бумбокс та Pianoбой — Этажи
- Тимур Родрігез — Я верю в твою любовь
- The HARDKISS — Make Up
- Макс Барських — По Фрейду
- Скрябін — Мам
- KAMALIYA — Butterflies
- Анна Завальська, Alloise, Наташа Гордієнко, Маша Собко, Любов Юнак (Лавіка) — Somebody That I Used To Know
- Вєрка Сердючка — Switter (Розовый свитер)

## Номінанти та переможці
| Категорія                                                                   | Номінанти                                                 |                                                 |
| --------------------------------------------------------------------------- | --------------------------------------------------------- | ----------------------------------------------- |
| Найкращий альбом Нагороду вручали Олег Скрипка і Оксана Богданова           | • Con'd'orn — Іван Дорн                                   | • Con'd'orn — Іван Дорн                         |
| Найкращий альбом Нагороду вручали Олег Скрипка і Оксана Богданова           | • Простые вещи — Pianoboy                                 |                                                 |
| Найкращий альбом Нагороду вручали Олег Скрипка і Оксана Богданова           | • Середній вік — Бумбокс                                  |                                                 |
| Найкращий альбом Нагороду вручали Олег Скрипка і Оксана Богданова           | • Брюссель — Святослав Вакарчук                           |                                                 |
| Найкращий альбом Нагороду вручали Олег Скрипка і Оксана Богданова           | • Радіо Любов — Скрябін                                   |                                                 |
| Найкраща пісня Нагороду вручали Юрій Горбунов і Маша Єфросиніна             | • Около тебя — Йолка                                      | • Около тебя — Йолка                            |
| Найкраща пісня Нагороду вручали Юрій Горбунов і Маша Єфросиніна             | • Стыцамен — Іван Дорн                                    |                                                 |
| Найкраща пісня Нагороду вручали Юрій Горбунов і Маша Єфросиніна             | • Облака — LOBODA                                         |                                                 |
| Найкраща пісня Нагороду вручали Юрій Горбунов і Маша Єфросиніна             | • Ніжно — Тіна Кароль                                     |                                                 |
| Найкраща пісня Нагороду вручали Юрій Горбунов і Маша Єфросиніна             | • Мам — Скрябін                                           |                                                 |
| Найкращий виконавець Нагороду вручали Олексій Дівєєв-Церковний і Камалія    | • Іван Дорн                                               | • Іван Дорн                                     |
| Найкращий виконавець Нагороду вручали Олексій Дівєєв-Церковний і Камалія    | • Святослав Вакарчук                                      |                                                 |
| Найкращий виконавець Нагороду вручали Олексій Дівєєв-Церковний і Камалія    | • Віталій Козловський                                     |                                                 |
| Найкращий виконавець Нагороду вручали Олексій Дівєєв-Церковний і Камалія    | • Макс Барських                                           |                                                 |
| Найкращий виконавець Нагороду вручали Олексій Дівєєв-Церковний і Камалія    | • Влад Дарвін                                             |                                                 |
| Найкраща виконавиця Нагороду вручали Олександр Пономарьов і Катерина Осадча | • Йолка                                                   | • Йолка                                         |
| Найкраща виконавиця Нагороду вручали Олександр Пономарьов і Катерина Осадча | • Ані Лорак                                               |                                                 |
| Найкраща виконавиця Нагороду вручали Олександр Пономарьов і Катерина Осадча | • ALYOSHA                                                 |                                                 |
| Найкраща виконавиця Нагороду вручали Олександр Пономарьов і Катерина Осадча | • LOBODA                                                  |                                                 |
| Найкраща виконавиця Нагороду вручали Олександр Пономарьов і Катерина Осадча | • Тіна Кароль                                             |                                                 |
| Найкращий гурт Нагороду вручали Сергій Кузін і Лілія Ребрик                 | • Бумбокс                                                 | • Бумбокс                                       |
| Найкращий гурт Нагороду вручали Сергій Кузін і Лілія Ребрик                 | • Gorchitza                                               |                                                 |
| Найкращий гурт Нагороду вручали Сергій Кузін і Лілія Ребрик                 | • неАнгелы                                                |                                                 |
| Найкращий гурт Нагороду вручали Сергій Кузін і Лілія Ребрик                 | • Танок на майдані Конґо                                  |                                                 |
| Найкращий гурт Нагороду вручали Сергій Кузін і Лілія Ребрик                 | • Скрябін                                                 |                                                 |
| Найкращий гурт Нагороду вручали Сергій Кузін і Лілія Ребрик                 | • Pianoboy                                                |                                                 |
| Найкращий композитор Нагороду вручали Тимур Родрігез і Ганна Гомонай        | • Костянтин Меладзе                                       | • Костянтин Меладзе                             |
| Найкращий композитор Нагороду вручали Тимур Родрігез і Ганна Гомонай        | • Іван Дорн                                               |                                                 |
| Найкращий композитор Нагороду вручали Тимур Родрігез і Ганна Гомонай        | • Влад Дарвін                                             |                                                 |
| Найкращий композитор Нагороду вручали Тимур Родрігез і Ганна Гомонай        | • Руслан Квінта                                           |                                                 |
| Найкращий композитор Нагороду вручали Тимур Родрігез і Ганна Гомонай        | • Святослав Вакарчук                                      |                                                 |
| Найкращий автор слів Нагороду вручали Сергій Сивохо і Анна Свиридова        | • Андрій Хливнюк                                          | • Андрій Хливнюк                                |
| Найкращий автор слів Нагороду вручали Сергій Сивохо і Анна Свиридова        | • Іван Дорн                                               |                                                 |
| Найкращий автор слів Нагороду вручали Сергій Сивохо і Анна Свиридова        | • Костянтин Меладзе                                       |                                                 |
| Найкращий автор слів Нагороду вручали Сергій Сивохо і Анна Свиридова        | • Святослав Вакарчук                                      |                                                 |
| Найкращий автор слів Нагороду вручали Сергій Сивохо і Анна Свиридова        | • Влад Дарвін                                             |                                                 |
| Найкращий відеокліп Нагороду вручали Мохаммад Захур і Оксана Байрак         | • The Hardkiss — «Make Up» (реж. Валерій Бебко)           | • The Hardkiss — «Make Up» (реж. Валерій Бебко) |
| Найкращий відеокліп Нагороду вручали Мохаммад Захур і Оксана Байрак         | • ВІА Гра — «Алло, мам» (реж. Алан Бадоєв)                |                                                 |
| Найкращий відеокліп Нагороду вручали Мохаммад Захур і Оксана Байрак         | • Макс Барських — «Z.Dance» (реж. Алан Бадоєв)            |                                                 |
| Найкращий відеокліп Нагороду вручали Мохаммад Захур і Оксана Байрак         | • LOBODA — «Облака» (реж. Володимир Шкляревський)         |                                                 |
| Найкращий відеокліп Нагороду вручали Мохаммад Захур і Оксана Байрак         | • Потап и Настя — «Прилелето» (реж. Віктор Скуратовський) |                                                 |
| Відкриття року Нагороду вручали Ігор Кондратюк і Олександр Усик             | • The Hardkiss                                            | • The Hardkiss                                  |
| Відкриття року Нагороду вручали Ігор Кондратюк і Олександр Усик             | • ALLOISE                                                 |                                                 |
| Відкриття року Нагороду вручали Ігор Кондратюк і Олександр Усик             | • Анна Завальська                                         |                                                 |
| Відкриття року Нагороду вручали Ігор Кондратюк і Олександр Усик             | • Лавіка                                                  |                                                 |
| Відкриття року Нагороду вручали Ігор Кондратюк і Олександр Усик             | • Маша Собко                                              |                                                 |
| Відкриття року Нагороду вручали Ігор Кондратюк і Олександр Усик             | • Наташа Гордієнко                                        |                                                 |
| Найкращий дует Нагороду вручали Андре Тан і Діана Дорожкіна                 | • Alyosha та Влад Дарвін — «Смысл жизни»                  | • Alyosha та Влад Дарвін — «Смысл жизни»        |
| Найкращий дует Нагороду вручали Андре Тан і Діана Дорожкіна                 | • Ірина Білик та ТіК — «Не цілуй»                         |                                                 |
| Найкращий дует Нагороду вручали Андре Тан і Діана Дорожкіна                 | • Ірина Білик та Ольга Горбачова — «Не ревную»            |                                                 |
| Найкращий дует Нагороду вручали Андре Тан і Діана Дорожкіна                 | • Океан Ельзи та Бумбокс — «Це зі мною»                   |                                                 |
| Найкращий дует Нагороду вручали Андре Тан і Діана Дорожкіна                 | • ТНМК та Mgzavrebi — «Qari Qris»                         |                                                 |
| Особливі досягнення Нагороду вручали Потап і Павло Шилько                   | • Вєрка Сердючка                                          | • Вєрка Сердючка                                |

## Рейтинг
Згідно з даними компанії «GFK Ukraine» частка телеканалу «Інтер» на період трансляції церемонії (17 лютого о 22:30) склала 14,70 %, комерційна аудиторія 18–54.